# Carole Mallette
Pour les articles homonymes, voir Mallette.
Carole Mallette, née en 1981 à LaSalle, est une ingénieure de formation, femme d'affaires et femme politique québécoise, élue députée de Huntingdon à l'Assemblée nationale du Québec sous la bannière de la Coalition avenir Québec lors des élections générales du 3 octobre 2022.

## Biographie

### Études
Née à LaSalle en 1981, Carole Mallette obtient un diplôme d'études collégiales (DEC) en sciences pures et appliquées au Collège de Maisonneuve en 2001. Elle complète ensuite un baccalauréat en génie industriel à Polytechnique Montréal avec une mention d'excellence en 2005. En 2012, elle poursuit avec l'obtention d'un MBA pour cadres à l'École des sciences de la gestion de l'Université du Québec à Montréal ainsi qu'un MBA de l'université Paris-Dauphine. Elle obtient la Bourse Émérite Desjardins décernée par l'Association des MBA du Québec (AMBAQ) remise au meilleur étudiant au MBA parmi tous les étudiants au Québec.

### Carrière professionnelle
De 2006 à 2021, elle est présidente-directrice générale de Les Usinages Mallette, l'entreprise familiale fondée par son père. De 2012 à 2020, elle est membre de la Table d'action pour l'entrepreneuriat en Montérégie. Elle siège également de 2009 à 2015 sur le conseil d'administration de Femmessor-Montérégie, un fonds d'investissement dédié à l'entreprenariat féminin, désormais connu sous le nom d'Evol,.

### Carrière politique
À la suite de la décision de Claire IsaBelle, députée de Huntingdon, de ne pas se représenter lors de la prochaine élection, la Coalition avenir Québec annonce, le 7 juillet 2022, que Carole Mallette sera la candidate du parti dans cette circonscription lors des élections du 3 octobre,. À l'automne 2023, cette dernière remporte l'élection avec 46,6 % des voix et une majorité de 9 450 votes et devient députée à l'Assemblée nationale du Québec.
Le 24 mars 2023, elle est nommée adjointe gouvernementale au ministre du Travail, Jean Boulet,.

## Vie privée
Carole Mallette est mariée à Frédéric Montminy et mère de deux enfants.

## Résultats électoraux
|                                                                                               | Nom                  | Parti                    | Nombre de voix | %      | Maj.  |
| --------------------------------------------------------------------------------------------- | -------------------- | ------------------------ | -------------- | ------ | ----- |
|                                                                                               | Carole Mallette      | Coalition avenir         | 13 664         | 46,6 % | 9 450 |
|                                                                                               | Jean-Claude Poissant | Libéral                  | 4 214          | 14,4 % | -     |
|                                                                                               | François Gagnon      | Conservateur             | 3 923          | 13,4 % | -     |
|                                                                                               | Nathan Leblanc       | Parti québécois          | 3 522          | 12 %   | -     |
|                                                                                               | Emmanuelle Perras    | Québec solidaire         | 3 265          | 11,1 % | -     |
|                                                                                               | José Bro             | Vert                     | 367            | 1,3 %  | -     |
|                                                                                               | Raymond Frizzell     | Parti canadien du Québec | 339            | 1,2 %  | -     |
| Total                                                                                         | Total                | Total                    | 29 294         | 100 %  |       |
| Le taux de participation lors de l'élection était de 64,3 % et 384 bulletins ont été rejetés. |                      |                          |                |        |       |